# 권수현 (축구 선수)
권수현(1991년 3월 26일 ~ )은 대한민국의 축구 선수이며, 포지션은 공격수이다.